# Gilhac jos Pèiragorda
Gilhac-et-Bruzac és un municipi francès situat al departament de l'Ardecha i a la regió d'Alvèrnia-Roine-Alps. L'any 2007 tenia 147 habitants.

## Demografia

### Població
El 2007 la població de fet de Gilhac-et-Bruzac era de 147 persones. Hi havia 56 famílies de les quals 16 eren unipersonals (12 homes vivint sols i 4 dones vivint soles), 20 parelles sense fills, 12 parelles amb fills i 8 famílies monoparentals amb fills.
La població ha evolucionat segons el següent gràfic:
Habitants censats

### Habitatges
El 2007 hi havia 89 habitatges, 61 eren l'habitatge principal de la família, 16 eren segones residències i 12 estaven desocupats. 86 eren cases i 2 eren apartaments. Dels 61 habitatges principals, 51 estaven ocupats pels seus propietaris, 8 estaven llogats i ocupats pels llogaters i 2 estaven cedits a títol gratuït; 1 tenia una cambra, 8 en tenien dues, 7 en tenien tres, 20 en tenien quatre i 25 en tenien cinc o més. 53 habitatges disposaven pel capbaix d'una plaça de pàrquing. A 22 habitatges hi havia un automòbil i a 33 n'hi havia dos o més.

### Piràmide de població
La piràmide de població per edats i sexe el 2009 era:
| Homes | Edats   | Dones |
| ----- | ------- | ----- |
| 0     | 95 o +  | 0     |
| 0     | 90 a 94 | 0     |
| 0     | 85 a 89 | 0     |
| 0     | 80 a 84 | 0     |
| 4     | 75 a 79 | 4     |
| 4     | 70 a 74 | 0     |
| 8     | 65 a 69 | 8     |
| 8     | 60 a 64 | 0     |
| 8     | 55 a 59 | 4     |
| 0     | 50 a 54 | 12    |
| 8     | 45 a 49 | 4     |
| 0     | 40 a 44 | 4     |
| 4     | 35 a 39 | 0     |
| 4     | 30 a 34 | 0     |
| 8     | 25 a 29 | 0     |
| 4     | 20 a 24 | 8     |
| 4     | 15 a 19 | 0     |
| 4     | 10 a 14 | 0     |
| 0     | 5 a 9   | 4     |
| 0     | 0 a 4   | 0     |

## Economia
El 2007 la població en edat de treballar era de 95 persones, 64 eren actives i 31 eren inactives. De les 64 persones actives 59 estaven ocupades (37 homes i 22 dones) i 5 estaven aturades (1 home i 4 dones). De les 31 persones inactives 17 estaven jubilades, 6 estaven estudiant i 8 estaven classificades com a «altres inactius».

### Ingressos
El 2009 a Gilhac-et-Bruzac hi havia 54 unitats fiscals que integraven 132 persones, la mediana anual d'ingressos fiscals per persona era de 15.198,5 €.

### Activitats econòmiques
Els 3 establiments que hi havia el 2007 eren d'empreses d'hostatgeria i restauració.
L'únic servei als particulars que hi havia el 2009 era un restaurant.
L'any 2000 a Gilhac-et-Bruzac hi havia 15 explotacions agrícoles que ocupaven un total de 335 hectàrees.

## Poblacions més properes
El següent diagrama mostra les poblacions més properes.